# Евсевия (святая, Рим)
Евсе́вия (др.-греч. Εύσεβία, лат. Eusebia; нач. IV века) — христианская святая. Её имя содержится только в панегирике Иоанна Мавропода (ок. 1000 — после 1075—1081). Информация о её жизни крайне скудна и отрывочна. Родилась в Риме в знатной семье, но приняла христианство и отказалась от своего богатства во время преследования христиан при римских императорах Максимиане (286—305, 307—308) и Максимине (309—313) была отправлена в ссылку, из которой бежала в город Евхаит, где и проживала до конца жизни. День памяти в Константинопольской православной церкви в субботу накануне Крестопоклонной недели Великого поста.